# Croton websteri
Croton websteri es una especie de planta fanerógama de la familia Euphorbiaceae. El epíteto específico es un reconocimiento a las notables contribuciones del Dr. Grady L. Webster al conocimiento de las especies pertenecientes a la familia Euphorbiaceae.

## Descripción
Arbusto de 1 a 5 m de alto, tallo erecto con ramas ascendentes, densamente tomentosas, con pelos estrellados amarillentos; hojas amarillentas en el envés, ovado lanceoladas de 4.4 a 11 por 16.5 cm de largo, por 3 a 7 y hasta 12 cm de ancho, pubescentes en el haz y tomentosas en el envés; pecíolo amarillento con 2 o más glándulas en el ápice; estípulas glandular-subuladas, caducas. Racimos terminales de 3 a 7 cm de largo con las flores femeninas en la base y las masculinas hacia el ápice de la inflorescencia; bractéolas masculinas con 1 o más flores. Flor masculina con pedicelos de 4 a 5 mm de largo, glabrescente; cáliz con 5 sépalos iguales ligeramente unidos en la base, ovado-lanceolados de 2 a 3 mm de largo por 1 de ancho; corola con 5 pétalos iguales, blanquecinos, oblanceolados; estambres 35 a 45, de 2 a 3 mm de largo, anteras ligeramente cordiforme. Flor femenina actinomorfa, cáliz con 5 sépalos completamente libres, lanceolados, de 3.3 mm de largo por 1.3 mm de ancho, la corola ausente; el ovario amarillento, esférico; estilos 3, de 5 a 6 mm de largo, glabros. Cápsula amarillenta, esférica, de 8 a 10 mm de largo, por 6 a 10 mm de ancho, tomentosa. Semilla parda, elipsoide de 7 mm de largo por 4-5 mm de ancho.

## Distribución y hábitat
Se localiza en México, en el estado de Guerrero, en parte de los municipios de Técpan de Galeana, Leonardo Bravo y Chilpancingo.
Se desarrolla en bosques de pino-encino (Pinus y Quercus) y en bosque mesófilo de montaña, a altitudes entre los 2180 y los 2640 m s. n. m.

## Estado de conservación
No se encuentra bajo ninguna categoría de riesgo en las normas mexicanas a internacionales (Norma Oficial Mexicana 059).